# Carlos Leonam
Carlos Leonam (Rio de Janeiro, 5 de Maio de 1939  — Rio de Janeiro, 25 de abril de 2024), como é conhecido profissionalmente Carlos Leonam Rosado Penna, foi um fotógrafo, jornalista e colunista brasileiro, formado em direito pela Universidade do Brasil. Trabalhou nos jornais O Globo, Última Hora, Tribuna da Imprensa e Jornal do Brasil. Destacou-se pela coluna sua Carlos Swann, publicada no jornal O Globo.

## Biografia
Carlos Leonam nasceu na Casa de Saúde Sebastião, no bairro do Catete, no Rio de Janeiro. Viveu até os 29 anos na Rua Alfredo Chaves, em Botafogo (hoje Humaitá), onde aos 10 anos criou o jornal "A Voz da Rua", já dando mostras da própria vocação. De 1968 a 1977 morou em Ipanema, para onde retornou em 1990, lá estando até hoje.
O jornalista carioca era filho do botânico e naturalista mineiro Leonam de Azeredo Penna e da professora fluminense Dorcelina (Judith) Rosado Penna; teve um irmão mais novo, e três filhos do mesmo casamento. Carlos Leonam era torcedor "saudável" do Fluminense Football Club, um dos mais tradicionais clubes do futebol carioca, do qual seu pai Leonam Penna foi conselheiro.

## Carreira
Repórter fotográfico, Carlos esteve na posse do papa João Paulo II, em 1978, acompanhou Copas do Mundo e Olimpíadas. Chegou a ganhar um Prêmio Esso por uma foto do cosmonauta russo Iuri Gagarin no Alto da Boa Vista.
Entre suas mais icônicas fotos, além da de Gagarin, destacam-se a de Leila Diniz grávida, em 1971, mostrando sem nenhuma vestimenta a sua barriga na praia de Ipanema, fato incomum para a época; e a foto de Chico Buarque para o disco Construção.
Trabalhou, dentre outros, nos seguintes veículos de comunicação: Última Hora, Tribuna da Imprensa, O Cruzeiro, Jornal do Brasil, Veja, O Globo. Neste último, assinou de 1974 a 1984 a Coluna de Carlos Swann, espaço semelhante ao que hoje é ocupado pelo jornalista Ancelmo Gois. No Jornal do Brasil escreveu, no Caderno B, a página Carioca (Quase Sempre). Desde 1996 o colunista escreve na revista Carta Capital.
Carlos Leonam foi Editor-Executivo do Canal 100, famoso cine-jornal brasileiro, do produtor carioca Carlos Niemeyer, especializado em futebol. Foi co-diretor do documentário Futebol Total (Copa do Mundo FIFA de 1974, na Alemanha) e co-roteirista de Brasil Bom de Bola 78 (1978), ambos produzidos pelo Canal 100 de Niemeyer. Foi também assistente de direção em O Fabuloso Fittipaldi (1973), filme de Hector Babenco e Roberto Farias sobre o piloto Emerson Fittipaldi. No cinema, fez ainda duas pontas como ator: no filme de Leon Hirszman Garota de Ipanema (1967) e no filme de Hugo Carvana Bar Esperança (não creditado), ambos no papel de si mesmo.
Trabalhou 18 anos na Petrobras, onde foi Superintendente de Comunicação por duas vezes. De 1999 a 2003 foi o Coordenador do Programa Petrobras/WilliamsF1.

## Curiosidades
Carlos Leonam tornou-se célebre pela "invenção" do ritual de aplaudir o pôr do Sol na Praia de Ipanema, Rio de Janeiro, conforme relata o também jornalista Zuenir Ventura:
A cerimônia se repete todo dia. No começo da noite, quando o sol acaba de cumprir o seu trajeto habitual e desaparece lá pelos lados do Vidigal, os banhistas da Zona Sul se levantam da areia e aplaudem de pé. Os moradores já estão acostumados com o ritual. De casa ouço o barulho das palmas, dos assovios, de gritos e exclamações que se espalham pela Praia de Ipanema entre 19h30m e 19h45m. Às vezes vou ver.
São jovens que não eram nascidos no verão de 68/69, quando o costume foi lançado num "dia de exportação", como se dizia. Diante de um pôr-do-sol como esses de agora, o jornalista Carlos Leonam não se conformou: "Essa tarde merece uma salva de palmas!" Imediatamente, o grupo em que estava na altura do Posto 9 - Glauber Rocha, Jô Soares, João Saldanha, entre outros - deu início aos aplausos. Depois, o publicitário Roberto Duailib (sic - Roberto Duailibi, da agência DPZ) consagrou a cena, recriando-a num comercial de bronzeador para a televisão. A cidade que, segundo Nélson Rodrigues, vaiava até minuto de silêncio era capaz, também, de aplaudir o entardecer.
Zuenir Ventura conta ainda, em seu livro 1968: o ano que não terminou, que a expressão "esquerda festiva" foi cunhada pelo colunista Carlos Leonam em 1963. Entretanto, a melhor descrição de como a expressão surgiu é encontrada no livro do próprio autor Os Degraus de Ipanema.
Conforme lembra Edney Silvestre, "em suas colunas sociais, Leonam foi o inventor dos/das socialites e o maior propagador do mito de Ipanema; também, entre outras façanhas, circulou pelo Rio de Janeiro dos anos 1960, em seu Fusca tendo a bordo a segunda italiana mais sexy e mais bela da história: Claudia Cardinale (a primeira, obviamente, é Sophia Loren)". Esta história, lembrada por Silvestre, aparece em Os Degraus de Ipanema.

## Obras
- 1997 - Os Degraus de Ipanema - coleção comentada dos melhores e mais importantes textos do autor publicados dos anos 1960 aos 1990.
- 1998 - Dicionário popular de futebol:o ABC das arquibancadas[9] - volume originalmente editado por Leonam Penna e posteriormente revisto e atualizado por Carlos Leonam, Manoela Penna e Roberto Porto.